# Assassinat al Pont del Diable
Assassinat al Pont del Diable (originalment en francès, Le Pont du Diable) és un telefilm francobelga de 2018 dirigit per Sylvie Ayme a partir d'un guió d'Éric Delafosse i Sylvie Ayme. Es va emetre per primera vegada a Bèlgica a La Une el 12 de gener de 2019 i a França a France 3 el 26 del mateix mes. S'ha doblat al valencià per a À Punt.
Aquesta ficció és una coproducció d'EndemolShine Fiction, France Télévisions, Be-FILMS i RTBF.

## Repartiment

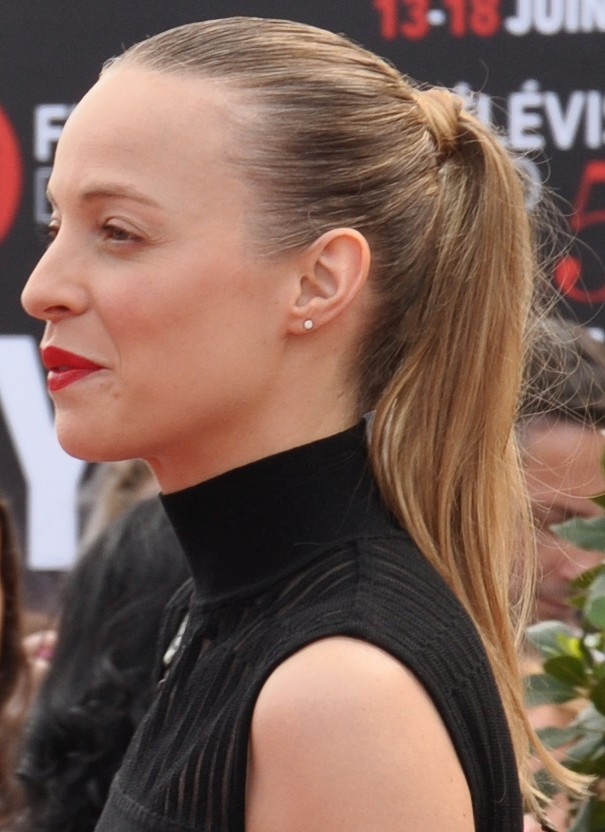
Élodie Frenck.

- Élodie Frenck: Marina Fazergues, comandant del Servei Regional de Policia Judicial de Montpeller
- David Kammenos: el pastor Franck Livarois
- Patrick d'Assumçao: Philippe Charras, cap de la gendarmeria local
- Myriam Bourguignon: tinent Inès Guemouri
- Pierre-Olivier Mornas: Eric Savignac
- Anne Benoît: Chantal Fazergues
- Nina Bouffier: Fanny Fazergues
- Pascal Turmo: el forense
- Jean-François Malet: Raphaël Scotto